# Ficus Ruminalis

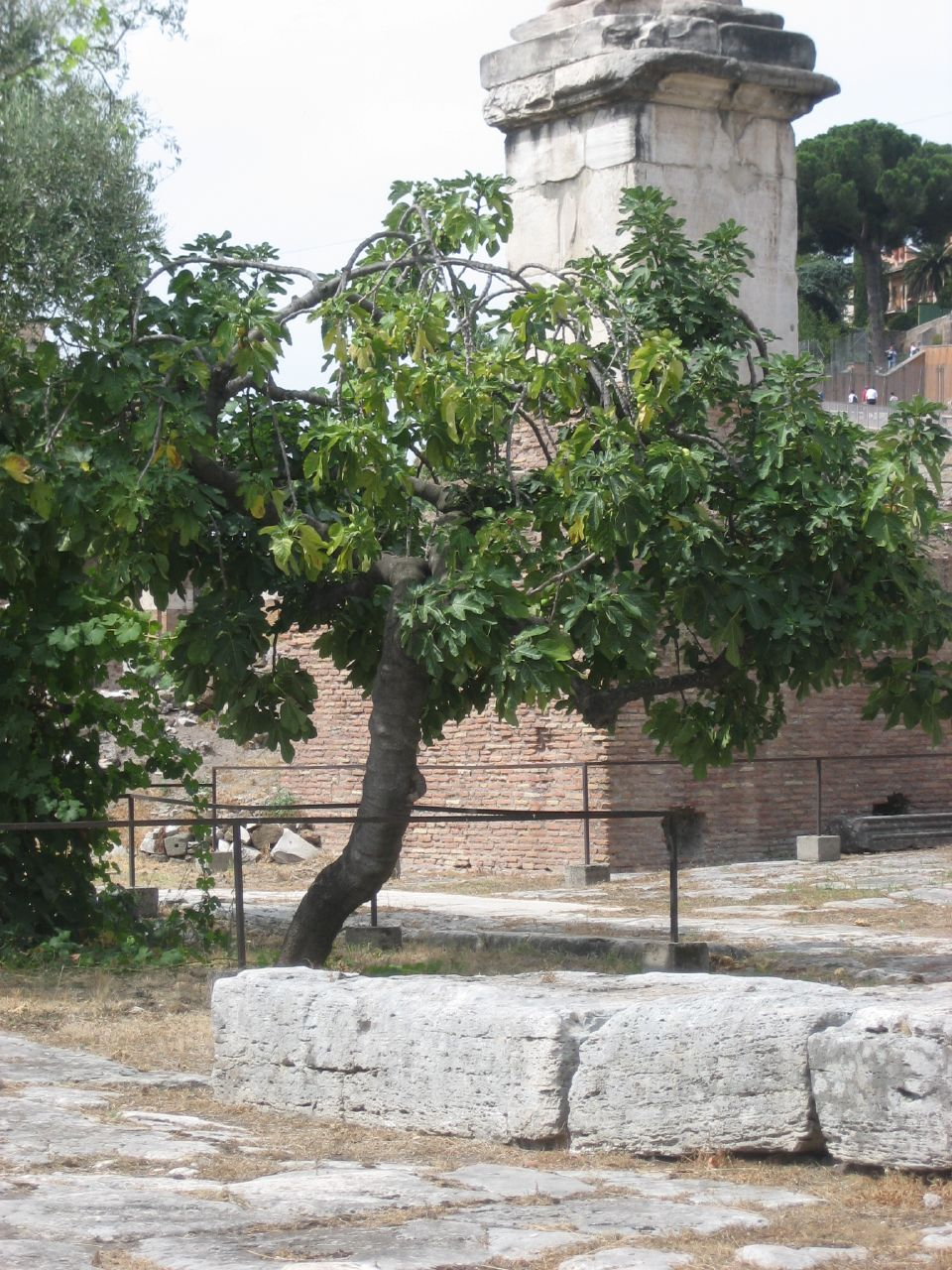
Ficus Ruminalis, le figuier sauvage.

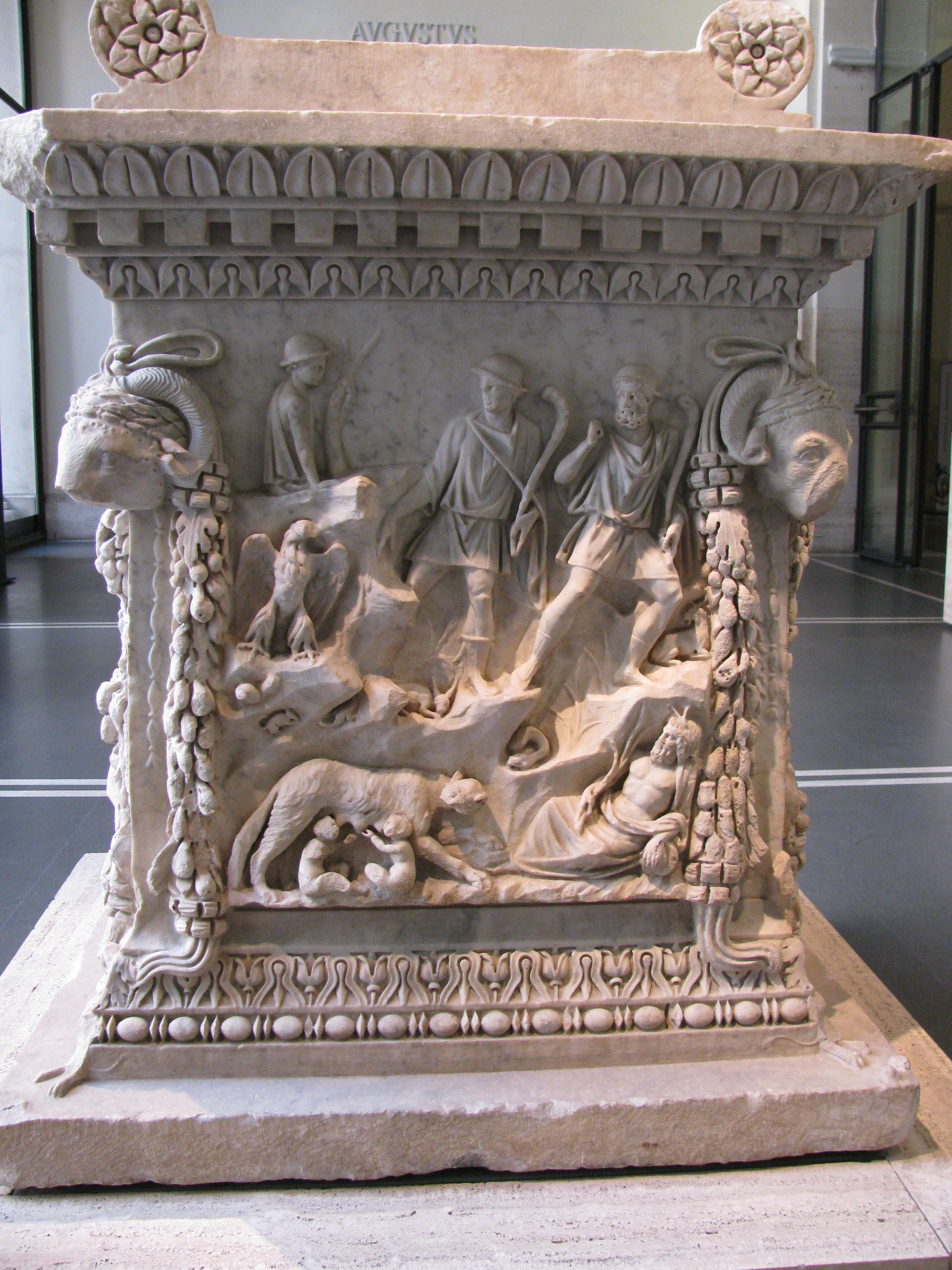
Autel de Mars et Vénus, trouvé place des Corporations à Ostie. La louve allaitant Romulus et Rémus, entre deux figuiers, reconnaissables à leurs feuilles dentelées et leurs fruits.

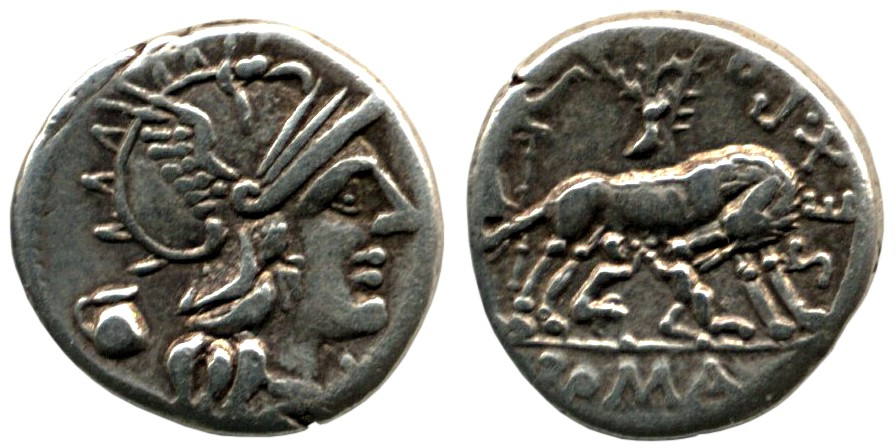
Denier émis vers 137 av. J.-C. Revers montrant la louve et les jumeaux, avec le figuier en arrière-plan.

Ficus Ruminalis est un figuier sauvage situé au pied du mont Palatin, à Rome, devant l'entrée de la grotte du Lupercal, et sous lequel Romulus et Rémus ont été découverts par le berger Faustulus. Son nom viendrait du fait que cet arbre aurait été, à l’origine, consacré à la déesse Rumina qui présidait à l’allaitement (en latin, Ruma désigne la « mamelle »), ou, selon Plutarque, « parce que les bêtes ruminantes allaient, au milieu du jour, se reposer sous son ombre » (en latin, Ruma désigne aussi la panse d'un animal et Ruminalis, le « ruminant »).
Varron le situe près du Germal, sommet ouest du mont Palatin, provenant du mot germani, qui signifierait les frères, c'est-à-dire Romulus et Rémus, selon une étymologie incertaine. Une autre tradition place le ficus Ruminalis sur le forum Romanum, aux abords du comitium, où il faisait l'objet d'un culte. Selon Jérôme Carcopino et Pierre Grimal, cette contradiction fut résolue par une nouvelle légende rapportée par Pline l'Ancien : sous le règne de Tarquin l'Ancien, l'augure Accius Naevius aurait prélevé le figuier du Palatin pour le replanter sur le Comitium à proximité de la Curie, sacralisant ainsi cet emplacement. 
Plusieurs siècles après, Tacite rapporte que le figuier du Comitium mourut à la fin de l'année 58, ce qui constituait un mauvais présage, mais que par la suite, il repartit du pied.